# Пантанеле (Рим)
Пантанеле је насеље у Италији у округу Рим, региону Лацио.
Према процени из 2011. у насељу је живело 286 становника. Насеље се налази на надморској висини од 195 м.